# Prodida
Prodida là một chi nhện trong họ Gnaphosidae.